# Nagyezerjófű
A nagyezerjófű vagy nagy ezerjófű vagy kőrislevelű nagyezerjófű (Dictamnus albus) a ruták (Rutales) rendjébe és a rutafélék (Rutaceae) családjába tartozó Dictamnus nemzetség egyetlen faja, a rutafélék családjának egyetlen magyarországi képviselője. A generikus név feltételezhetően a Kréta szigetén található Dikté-hegy nevéből eredhet. Ismert népi nevei: boszorkányfű, erősfű, kőrislevelű-ezerjófű, ditamos, ezerjófű, kőrisezerjófű, kőrisfalevelűfű, szarvasfű, szarvasgyökér.

## Előfordulása
Közép- és Dél-Európában, Kis-Ázsiában honos. Száraz, napos tölgyesek, bükkösök, bokorerdők, gyepes tisztások, sztyepplejtők dísze. Magyarországon védett növény, de helyenként (például a Pilisben) tömeges is lehet. Ezen kívül a Cserhátban és a Keszthelyi-fennsíkon, a Bükk-vidéken fordul elő, valamint a Mátrában és a Tihanyi-félszigeten a Szarkádi-erdőben is megtalálhatóak állományai.

## Jellemzői
Lágyszárú, évelő, gyöktörzses növény. 40–120 centiméteresre nő meg. Ovális vagy lándzsás levelei áttetszően pontozott, finoman fűrészes szélűek, páratlanul szárnyaltak, 5-11 levélkéből állnak, az összetett levél a kőrisfa levelére emlékeztet. A leveleken olajtartók helyezkednek el, melyekben illóolajok találhatók. Május-júniusban virágzik. Végálló fürtvirágzatában a halványlilától fehérig terjedő, sötéten csíkozott sziromlevelek hossza 20–25 milliméter, a 4 felső szirom felálló, a többi lecsüngő. A porzók 3 centiméter hosszúak, ívesen lehajlók, majd felemelkedők. 
A virágzat és a termés erős citrusillatú, sűrű, ragadós, vöröses színű mirigyszőrökkel borított, a fototoxikus reakciót kiváltó furokumarinok miatt ezek érintése hólyagos bőrkiütést is okozhat. A termés tüszőszerű, öt hasábú tok, a magok 4 mm-esek.

## Hatóanyagai
Furokinolin-alkaloidokat (diktamnin, szimmianin, fagarin), furokumarinokat (xantotoxin, auraptén), limonoideket, flavonoidokat, kellemes vanília és citrusillatú, ám gyúlékony illóolajokat tartalmaz – ez utóbbi tulajdonsága egyeseket arra indított, hogy azonosítsa a növényt a bibliai „égő csipkebokorral”.

## Felhasználása
A népi gyógyászat egykor sebek kezelésére, belsőleg reuma ellen, menstruációs ciklus megindítására használta a levelet és a gyökeret. A homeopátiában erős menstruációt és fehérfolyást kezelnek vele.
Az OGYÉI által közzétett lista szerint mérgező hatása miatt tiltott az emberi felhasználása.
Mint a hímszarvas, kit vadász sérte nyillal,

Fut sötét erdőbe sajgó fájdalmival,

Fut hideg forrásnak enyhítő vizére,

És ezerjófűvet tépni a sebére;
|  |  |  |

|  |